# Antonínov (železniční zastávka)
Antonínov je železniční zastávka v Josefově Dole, místní části Antonínov v okrese Jablonec nad Nisou v Libereckém kraji. Zastávka leží na trati Smržovka – Josefův Důl.

## Historie
Zastávka byla otevřena dne 15. října 1894 stejně jako zbytek příslušné trati. Do konce druhé světové války u ní také odbočovala z trati vlečka do místních továren.

## Popis
Přístup na zastávku je zajištěn asi stometrovou pěšinou podél kolejí, která začíná na železničním mostě přes řeku Kamenici betonovými schody a kovovou lávkou.
Přímo na zastávce se pak nachází malá staniční budova s přístřeškem a třicetimetrové betonové nástupiště situované do oblouku. Budovu a nástupiště dělí travní porost. Dále jsou zde umístěny i nefunkční toalety.
Pěšinu i nástupiště osvětluje několik nízkých lamp. Přístup do žádné části zastávky není bezbariérový.